# Tetraponera aethiops
Tetraponera aethiops is een mierensoort uit de onderfamilie van de Pseudomyrmecinae. De wetenschappelijke naam van de soort is voor het eerst geldig gepubliceerd in 1877 door Smith, F..